# Joseph Wiard
Joseph Jacques Wiard (Brussel, 11 oktober 1913 - mei 2004) was een Belgisch senator.

## Levensloop
Wiard behaalde een licentiaat in de handels-, consulaire en financiële wetenschappen, waarna hij accountant werd. 
In 1948 werd hij voor de PSB verkozen tot gemeenteraadslid van Elsene en was er schepen van 1948 tot 1964.
Van 1954 tot 1977 zetelde hij als rechtstreeks gekozen senator voor het arrondissement Brussel in de Belgische Senaat. Hij werd ook lid van de Cultuurraad voor de Franse Cultuurgemeenschap. In 1963 werd hij lid van de Raadgevende Interparlementaire Beneluxraad. 
Volgens auteur Robert Falony was Wiard vooral bekend vanwege zijn drankzucht.